# Chrysoscinia
Chrysoscinia é um gênero de mariposa pertencente à família Crambidae.